# پروتوکاتکویک اسید
پروتوکاتکویک اسید (به انگلیسی: Protocatechuic acid) با فرمول شیمیایی C7H6O4 یک ترکیب شیمیایی با شناسه پاب‌کم 1489 است. که جرم مولی آن ۱۵۴٫۱۲ گرم بر مول می‌باشد. 